# Mulatu Astatke
Mulatu Astatke (parfois transcrit Astatqé en français ; en amharique : ሙላቱ አስታጥቄ) est un musicien et arrangeur éthiopien, né en 1943 à Jimma en Éthiopie. Il est connu comme étant le père de l'éthio-jazz.

## Biographie

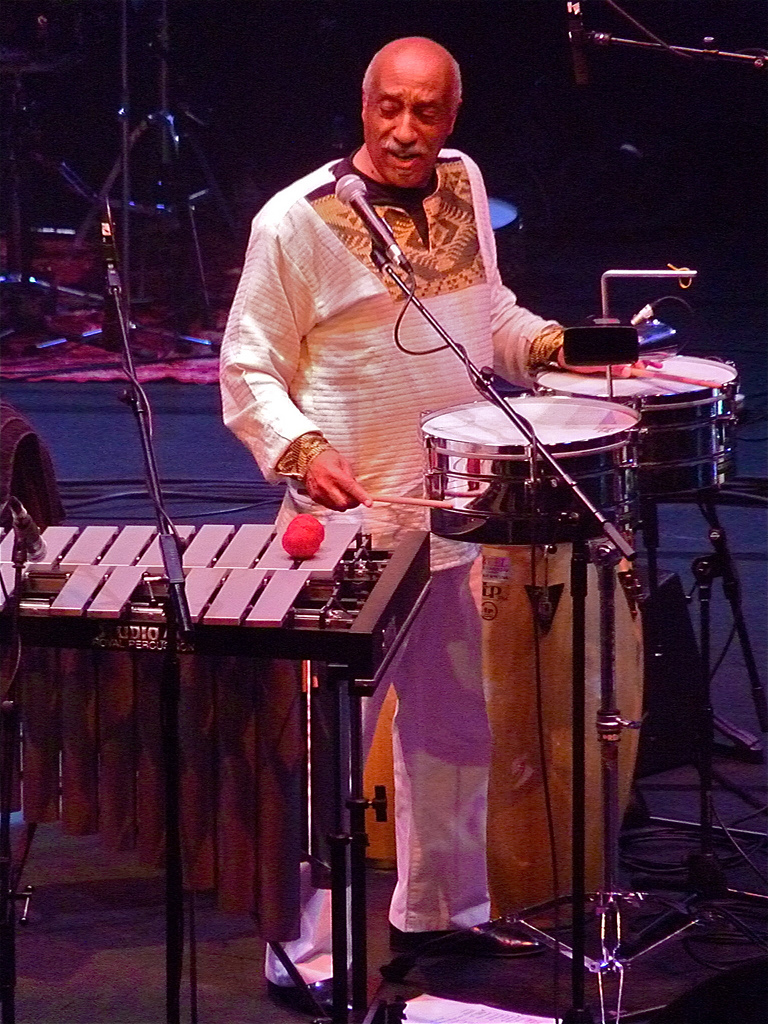
Mulatu Astatke avec The Heliocentrics en 2012 au Barbican Centre à Londres.

Percussionniste de formation, Mulatu Astatke joue notamment du vibraphone et des congas. Après de courtes études scientifiques à Birmingham en Angleterre, il intègre à la fin des années 1950 le Trinity College of Music de Londres pour étudier la clarinette et la composition, puis part à New York, et Boston où, en 1958, il est le premier étudiant africain au Berklee College of Music,. Il rentre en Éthiopie à la fin des années 1960 en ramenant des influences jazz et musique latine pour les mélanger à la musique traditionnelle éthiopienne. Dans les années 1970, pendant les guerres civiles, il vit à Addis-Abeba où il a l'occasion de jouer avec Alice Coltrane et Duke Ellington. Il produit des chansons pour d'autres artistes, notamment Mahmoud Ahmed.[citation nécessaire] Il noue un parternariat avec Ethiopian Airlines.
Après le succès de la collection Éthiopiques éditée sous la direction de Francis Falceto par Buda Musique à partir de 1999 — et celui du film Broken Flowers de Jim Jarmusch en 2005, dont il signe une partie de la musique —, il entame une importante seconde carrière internationale. De 2007 à 2008, il participe à la création d'une version moderne du krar à l'université Harvard. Il est artiste en résidence à MIT en octobre 2008.
Au début des années 2010, Mulatu Astatke travaillait avec son groupe Step Ahead auquel participent les musiciens anglais James Arben au saxophone, Byron Wallen à la trompette, Alexander Hawkins au piano, Richard Olatunde Baker aux percussions, Thomas Skinner à la batterie, Daniel Keane au violoncelle et John Edwards à la contrebasse.
Le 12 mai 2012, il reçoit un doctorat honoris causa du Berklee College of Music.
Il se produit avec des ensembles internationaux : l'américain Either/Orchestra, l'européen The Heliocentrics (en), et l'australien Black Jesus Experience (en).

## Discographie
- 1966 : Afro-Latin Soul volumes 1 & 2 (Worthy Records)[7].
- 1969-1974 : plusieurs disques réédités dans la collection Éthiopiques
- 1989 : Mulatu Astatke – Plays Ethio-Jazz
- 2005 : Music from Broken Flowers de Jim Jarmusch
- 2006 : Ethio-Jazz, vol. 1
- 2009 : New York – Addis – London – The Story of Ethio Jazz 1965-1975
- 2009 : Inspiration Information, vol. 3 + The Heliocentrics
- 2010 : Mulatu Steps Ahead
- 2013 : Sketches of Ethiopia, avec Step Ahead, (Harmonia Mundi)
- 2016 : Cradle of Humanity + Black Jesus Experience
- 2017 : Mulatu of Ethiopia (réédition de 1972)[8]
- 2020 : To Know Without Knowing + Black Jesus Experience[9]
- 2021 : Mochilla Presents Timeless: Mulatu Astatke, 1 fév 2009 concert avec Bennie Maupin (bois), Miguel Atwood-Ferguson (en) (viola), Azar Lawrence (sax), et Phil Ranelin (en) (trombone), parmi d'autres.
- 2024 :  tension avec Hoodna Orchestra